# Coker v. Georgia
Pour les articles homonymes, voir Coker et Géorgie (États-Unis).
L’arrêt Coker c. Georgie ((en)Coker v. Georgia) opposait l'État de Géorgie et Ehrlich A. Coker devant la Cour suprême des États-Unis sur la question de l'inconstitutionnalité de la peine de mort pour viol au regard du VIIIe amendement.

## Contexte

### Historique
Dans l'histoire pénale américaine, la liste des crimes capitaux ne se limitait pas uniquement au meurtre et à la trahison,,,,; ainsi, entre 1930 et 1967 environ 3859 furent exécutées dont 455 le furent pour viol et 70 pour crimes divers tels que l'effraction, le vol à main armée, la tentative de meurtre, l'enlèvement ou les voies de fait commises par des prisonniers à vie.
Caryl Chessman fut condamné à mort et exécuté pour enlèvement, les Rosenberg le furent pour espionnage tandis que Jimmy Wilson fut condamné à mort pour vol avec violence avant de voir sa peine commuée en réclusion criminelle à perpétuité.
Le 8 mai 1964 Ronald Wolfe fut exécuté à mort dans la chambre à gaz du Missouri pour avoir violé une fille de huit ans peu de temps après être sorti d'une prison fédérale et fut le dernier à mourir pour viol n'ayant pas entrainé la mort de la victime.
Quatre mois après, le 2 septembre 1964, James Coburn fut exécuté à mort sur la chaise électrique de l'Alabama pour vol avec violence et fut à la fois le dernier à mourir aux États-Unis pour vol exécuté avec violence ou port d'arme et pour un crime autre que meurtre.

### Années 1970
En 1972 la Cour suprême des États-Unis rendit l’arrêt Furman déclarant la peine de mort anticonstitutionnelle dans son application en raison du caractère fantasque des condamnations.
Les différents États fédérés décidèrent alors de rédiger des lois qui seraient acceptables pour la Cour: certains décidèrent de mettre en place des peines de mort automatiques et d'autres des systèmes de délibération guidée où les juges ou les jurys auraient des critères objectifs afin de déterminer les peines de coupables de crimes capitaux au cours d'une phase de détermination de la peine située après la détermination de la culpabilité.
En 1976 la Cour admit les systèmes de délibération guidée,, mais refusa, en revanche, les systèmes automatiques,.
En 1974, lorsque la Géorgie décida de rétablir la peine de mort, la législature décida qu'en plus du meurtre, de la trahison et du détournement d'avion, l'enlèvement, le viol et le vol à main armée demeureraient des crimes capitaux et décida en revanche que le faux témoignage ayant entrainé une condamnation à mort ne le serait plus.

## Crime
À sept heures et demie du soir, le 2 septembre 1974 et profitant d'une réunion des Alcooliques anonymes à la prison d'état de Ware, Ehrlich Coker, condamné à perpétuité dix-huit mois auparavant pour avoir violé et assassiné une fille de seize ans et violé et tenté de tuer une autre fille de seize ans, menaça le directeur avec une barre de fer puis partit avec deux autres prisonniers.
Trois heures et demie plus tard, séparé des autres fugitifs, vêtu de sa tenue pénale et armé d'une palette en bois, Coker pénétra dans le domicile occupé par le couple formé par Allen et Elnita Carver, tous deux âgés de seize ans.
Il ordonna à Mme Carver d'attacher son mari, que le mari rattacha alors à la barre de douche après l'avoir dépouillé de ses vêtements, son portefeuille, ses clefs et son argent, l'avoir bâillonné avec les sous-vêtements de son épouse et pris un couteau, qu'il utilisait, avec la palette, pour menacer les époux.
Il viola alors Mme Carver bien qu'elle l'ait averti de son état particulièrement affaibli à la suite de son accouchement trois semaines auparavant puis l'emmena avec lui dans le véhicule du couple après avoir interdit à son mari d'appeler la police sous peine de voir sa femme mourir.
M. Carver désobéit cependant à cette consigne et la police arrêta Coker, toujours armé du couteau qu'il avait pris chez les Carver et retenant Mme Carver.
Le 18 octobre l'acte d’accusation fut émis par le parquet, la question de démence fut soulevée le 19 novembre et réglée en sa défaveur le 20 novembre, date à laquelle commença son procès.
Le 4 décembre Ehlrich Coker fut condamné à la chaise électrique pour viol avec les circonstances aggravantes d’antécédents de condamnation pour crimes capitaux et de connexité à la commission d'un autre crime capital (vol à main armée et enlèvement).
Le 20 mai 1975 la cour suprême de Géorgie jugea en sa défaveur son recours en cassation de son arrêt capital.
Il introduit alors près de la cour suprême des États-Unis un recours en cassation pour cause de violation des VIIIe et XIVe amendements.

## Arrêt
La Cour rendit sa décision le 29 juin 1977 en faveur de l'appelant,.

### Opinion de la Cour
Le juge White, rejoint par les juges Douglas, Steward et Blackmun, vota la cassation.
Il argua du fait que dix-huit états, principalement situés dans le Sud, punissaient de mort le crime de viol en 1925 puis, en 1971, seize états; après Furman seulement trois États (la Louisiane, la Caroline du Nord et la Géorgie) punissaient de mort le viol d'une femme adulte. La Louisiane et la Caroline du Nord ayant vu leurs systèmes de peine capitale annulés par Woodson pour leur caractère automatique et n'ayant pas maintenu la peine de mort pour viol, la Géorgie restait seule, dans l'Union, à maintenir la peine de mort pour le viol d'une femme adulte.
Il argua ensuite du fait que les jurys de Géorgie n'ont imposé la peine de mort que dans six cas sur soixante-trois et parmi ces six cas, la Cour suprême de Géorgie commua la peine capitale dans un cas.
Il argua enfin que le viol ne pouvait être comparé à l'homicide volontaire de par ses conséquences.

### Opinions concurrentes

#### Brennan et Marshall
Les juges Marshall et Brennan votèrent pour la cassation de l’arrêt portant condamnation à mort du requérant Coker, se basant sur leur opinion que la peine de mort en elle-même est une violation de la constitution.

#### Powell
Le juge Powell vota la cassation de l’arrêt en disant que ce cas n'était pas assez grave pour justifier une peine capitale.
Il exprima cependant son désaccord avec l'idée de l'opinion principale qu'aucun cas de viol ne pourrait être puni de mort.

### Opinion dissidente
Le juge en chef des États-Unis Burger, rejoint par le juge Rehnquist, vota le refus de la cassation de l’arrêt portant condamnation à mort de Coker en arguant du fait que, condamné à perpétuité, Coker était quasiment à l'abri de toute peine sérieuse pour les crimes qu'il commettraient à l'extérieur et même en prison.
Il évoqua ensuite la souveraineté des États fédérés en matière de droit criminel et demanda que la Cour suprême laisse les états libres de déterminer librement quelle peine constitutionnelle doit être affectée à quel crime.

## Suites

### Court terme
Cet arrêt cassa la condamnation à mort de Coker, obligeant l’État de Géorgie à le condamner à une autre peine.
Cet arrêt cassa aussi les condamnations à mort des prisonniers suivants,:
- John Wallace Eberheart et John Wesley Hooks, condamnés à mort pour avoir enlevé puis violé une automobiliste originaire du Michigan et partant rejoindre son mari en Floride[Arret 7];
- Donald Boyer; condamné pour viol, enlèvement et vol de voiture[Arret 8]
- William James Hughes, pour le viol de la secrétaire d'un avocat à son cabinet et vol de 102 dollars sous la menace d'un couteau[Arret 9].

Coker purge encore ses peines de prison à Philips, sous le numéro d’écrou 0000379279.

### Long terme
Cet arrêt fit penser à certains juristes que la peine capitale pour crimes n'ayant pas entrainé la mort était interdite.
Cependant plusieurs États fédérés tentèrent d'exécuter des personnes pour de tels crimes: ainsi la Cour suprême de Floride attendit 1981 pour invalider la loi punissant de mort le viol sur mineur de 11 ans, après plusieurs condamnations à mort (William Shue, Daniel Coler et Lucious Andrews), sur la base de l’arrêt Coker et le Mississippi attendit le cas Alfred Leatherswood en 1989 pour faire de même mais sur la base du fait que les circonstances aggravantes pour les crimes capitaux n'aient été rédigées que pour s'appliquer dans les cas de meurtre; de même l'Utah tenta de faire condamner à mort Ronnie Lee Gardner et un autre détenu pour voies de fait aggravées par un prisonnier.
Le Tennessee, quant à lui, se retrouva dans la même situation que la Louisiane et la Caroline du Nord, dont les systèmes de peines de mort automatiques furent invalidés.
En 2008 l’arrêt Kennedy c. Louisiane mit un terme final à cette polémique en déclarant la peine de mort illégale dans les cas de crimes n'ayant pas entrainé la mort s'ils n'intéressaient pas la sûreté de l’État.